# گل‌گهر گونه‌گون
گل‌گُهر گونه‌گون (نام علمی: Streptanthus diversifolius) گونه‌ای از گیاهان گلدار از خانواده خردل است که با نام رایج گل‌گهر برگ‌گوناگون یا گل‌گهر گل‌گوناگون نیز شناخته می‌شود. بومی کالیفرنیا است، جایی که به کوهپایه‌های سیرا نوادا محدود می‌شود. ساکن جنگل‌ها و دیگر زیستگاه‌های کوهپایه‌ای است. این گیاه یک‌ساله است که ساقه‌ای بدون مو و مومی‌شکل تا ارتفاع یک متر تولید می‌کند. برگ‌های پایه متغیر هستند و اغلب به بخش‌های باریک و نخ‌مانند تقسیم می‌شوند. برگ‌های بالاتر روی ساقه نیز متغیر هستند و دارای تیغه‌های گرد تا نیزه‌مانند هستند که ساقه را در پایه‌های خود می‌چسبانند. گلها با فواصل در امتداد ساقه فوقانی، با یک یا دو شاخه برگ‌مانند در قاعده ساقه پدیدار می‌شوند. هر گل دارای یک کاسه گل قوطی‌مانند از کاسبرگ‌های تیغه‌دار به طول حدود نیم سانتی‌متر و به رنگ سفید، زرد یا بنفش است که گاهی دارای لبه‌های سفید است. گلبرگ‌های سفید و رگه‌های بنفش از نوک آن بیرون می‌آیند. میوه به شکل خورجین نازک، مسطح و خمیده است که ممکن است ۸ یا ۹ سانتی‌متر طول داشته باشد.